# كريستوفر كيرك
كريستوفر كيرك (15 يوليو 1947 بكرايستشرش في نيوزيلندا - ) (بالإنجليزية: Christopher Kirk)‏ هو لاعب كريكت نيوزلندي.

## وصلات خارجية
- كريستوفر كيرك على موقع إي آس بي آن كريك إنفو (الإنجليزية)